# Paul Stepbach
Paul Stepbach (* 28. November 1896 in Hamburg-Altona; † 27. Januar 1979 in Bremen) war ein Bremer Politiker (Bremer Demokratische Volkspartei (BDV), FDP) und Mitglied der Bremischen Bürgerschaft.

## Biografie
Stepbach absolvierte eine kaufmännische Ausbildung #und war ls Handlungsreisender tätig.
Ende 1939 stellte er einen Antrag auf Aufnahme in die NSDAP, der nach Einspruch der Ortsgruppe Bremen-Horn, dass er „charakterlich ungeeignet“ und wahrscheinlich auch nicht „rein arisch“ sei, im Juni 1940 von der NSDAP-Gauleitung Weser-Ems abgelehnt wurde. Ein erneuter Antrag im Juli 1940 mit beigefügtem Ariernachweis blieb jedoch ohne Antwort.
Im Juni 1947 wurde er anhand des Meldebogens als „nicht betroffen“ entnazifiziert.
Seit Juni 1945 war er selbstständiger Kaufmann und führte ein Geschäft für Büro- und technische Bedarfsartikel.
Vom November 1946 bis 1947 war er für die BDV Mitglied der ersten gewählten Bremischen Bürgerschaft und dort in Deputationen tätig. Er gehörte zur Hollmann-Grabau-Gruppe, der die politische Ausrichtung der stark wirtschaftlich orientierten BDV missfiel und die deshalb im Februar 1947 der FDP beitrat.